# Morskoje (Dagestan)
Morskoje (ros. Морское) – wieś w Rosji, w Dagestanie, w rejonie dachadajewskim. W 2010 liczyła 1186 mieszkańców, głównie Dargijczyków.